# Pseudoryclus
Pseudoryclus är ett släkte av tvåvingar. Pseudoryclus ingår i familjen rovflugor.
Kladogram enligt Catalogue of Life:
| Pseudoryclus | \| \| Pseudoryclus bicolor \| \| \| \| \| \| Pseudoryclus rufiventris \| \| \| \| |
|              | \| \| Pseudoryclus bicolor \| \| \| \| \| \| Pseudoryclus rufiventris \| \| \| \| |
|              | Pseudoryclus bicolor                                                              |
|              |                                                                                   |
|              | Pseudoryclus rufiventris                                                          |
|              |                                                                                   |